# Melathrix flaveotincta
Melathrix flaveotincta är en fjärilsart som beskrevs av Lucas 1893. Melathrix flaveotincta ingår i släktet Melathrix och familjen mott. Inga underarter finns listade i Catalogue of Life.